# Boris Michailowitsch Tenin
Boris Michailowitsch Tenin (russisch Борис Михайлович Тенин; * 23. März 1905 in Kusnezk; † 8. September 1990 in Moskau) war ein sowjetischer Schauspieler.

## Leben
Boris Tenin war nach seinem Schulabschluss zunächst als Fabrikarbeiter tätig.
Bis Mitte der 1920er-Jahre absolvierte er seine Schauspielausbildung am Tschechow-Kunsttheater Moskau und wirkte anschließend an verschiedenen Theatern in mehreren Theaterstücken mit. Er war als Schauspieler vor der Kamera von 1928 bis 1986 in mehr als 30 Film-und-Fernsehproduktionen zu sehen. Seine ersten Rollen spielte er noch in Stummfilmen. Seine populärste Altersrolle wurde die des französischen Kommissars Maigret, den er in vier Filmen darstellte.
Tenin wurde zwischen 1939 und 1981 insgesamt fünfmal mit dem Staatspreis der UdSSR ausgezeichnet.
Er war bis zu seinem Tod mit der Schauspielerin Lidija Sucharewskaja (1909–1991) verheiratet und hatte mit ihr einen Sohn. Tenin starb am 8. September 1990 im Alter von 85 Jahren infolge von Herzproblemen.

## Filmografie (Auswahl)
- 1931: Goldene Berge
- 1932: Der Gegenplan
- 1938: Der Mann mit dem Gewehr
- 1938: Professor Mamlock
- 1945: Sei gegrüßt Moskau!
- 1948: Die russische Frage
- 1950: Der Fall von Berlin
- 1951: Lockende Ferne
- 1953: Skanderbeg – Ritter der Berge